# Relaciones Argentina-Turquía
Las relaciones Argentina–Turquía son las relaciones bilaterales entre Argentina y Turquía. Argentina tiene una embajada en Ankara y Turquía tiene una embajada en Buenos Aires. El firme apoyo de Turquía al Reino Unido durante la guerra de las Malvinas y el reconocimiento del genocidio armenio por parte del parlamento argentino han agriado las relaciones entre los dos países.

## Historia e incidentes diplomáticos

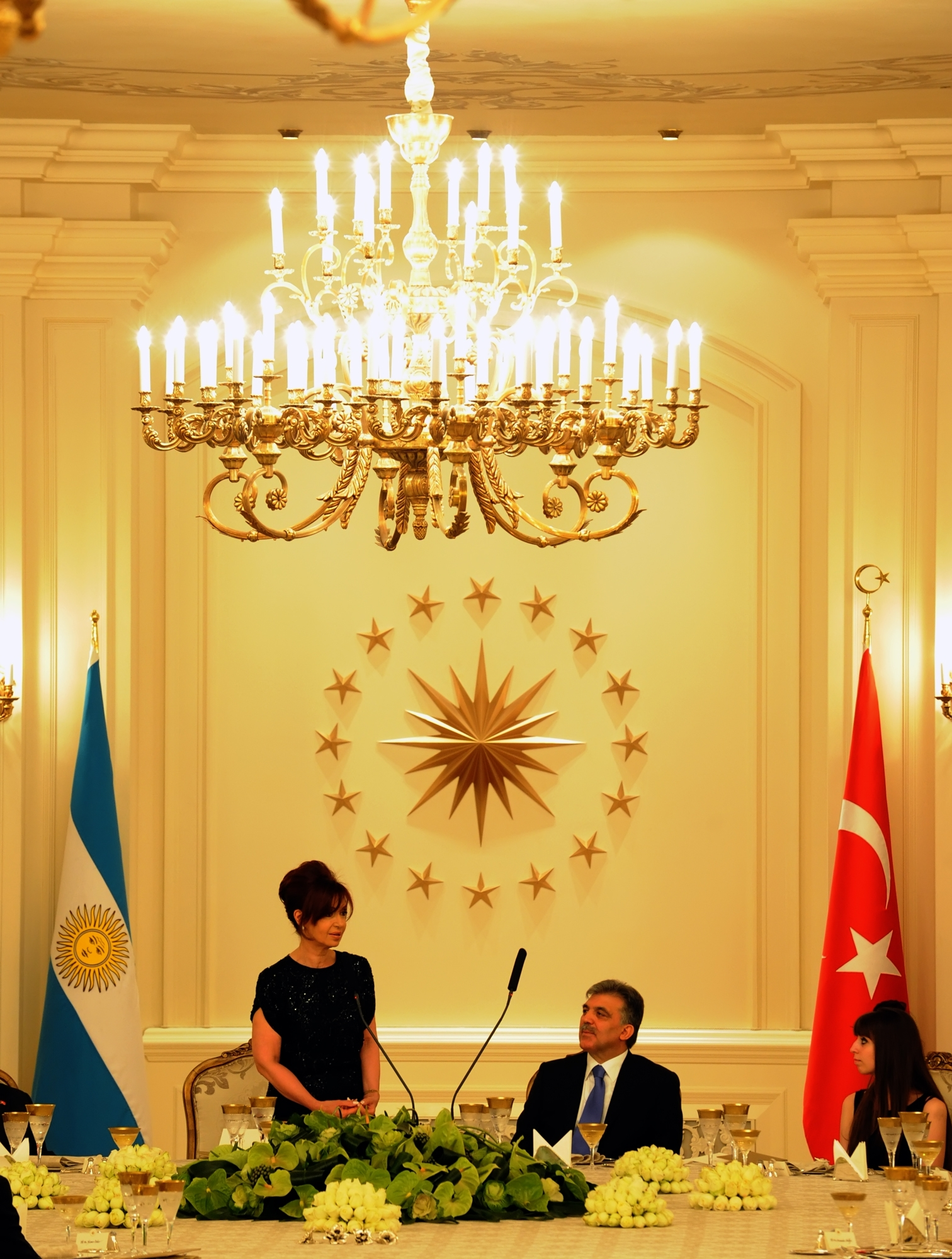
La presidenta Cristina Kirchner y el presidente Abdullah Gul en Ankara en 2011.

Las relaciones entre los dos países se volvieron agrias durante la guerra de las Malvinas, donde Turquía apoyó plenamente al Reino Unido. En 1992, el presidente argentino, Carlos Menem, visitó Turquía como primer jefe de Estado latinoamericano en visitar Turquía. El 24 de abril de 2007, el Parlamento argentino promulgó un proyecto de ley titulado "Día de acción para la tolerancia y el respeto entre los pueblos por la memoria del genocidio armenio", reconociendo así el genocidio armenio a pesar de las reivindicaciones internacionales turcas de que no puede clasificarse como genocidio. Turquía deploró y rechazó el proyecto de ley y en un comunicado oficial declaró que era "poco ético y lejos de ser serio". En 2007, el embajador de Turquía en Buenos Aires, Hayri Hayret Yalav, fue convocado para consultas en el Ministerio de Relaciones Exteriores en Ankara para revisar relaciones bilaterales con Argentina.
Antes de la decisión de aprobar el proyecto de ley de abril de 2007, que se tomó en enero del mismo año, las relaciones fueron generalmente cordiales, aunque no especialmente fuertes. El Daily News turco ha escrito que las dos naciones en su mayoría actuaron juntos en las Naciones Unidas. La Daily News opinó que la Embajada turca en Buenos Aires no ha sido muy efectiva, lo que resultó en una oportunidad perdida para mejorar aún más las relaciones y el acceso al resto de América Latina. La Fundación de Amistad Argentina-Turquía (ATFF), una ONG que actúa en Argentina, desempeña un papel importante, ayudando con el intercambio cultural, impartiendo clases sobre la cocina turca y la lengua turca y, a veces, entregando alimentos a los pobres.

## Enlaces económicos
Turquía y Argentina han firmado un acuerdo comercial. En 2008, las exportaciones turcas a Argentina ascendían a 35 millones de dólares, mientras que las exportaciones argentinas a Turquía ascendían a 221 millones de dólares. Argentina es el tercer socio económico más grande de Turquía en América Latina después de Brasil y México.

## Cooperación nuclear
El 3 de mayo de 1988, Argentina y Turquía firmaron un acuerdo de cooperación nuclear de 15 años, tras la campaña de Turquía por la independencia del ciclo del combustible nuclear. Argentina acordó estudiar la factibilidad de construir un PWR de 300 MWe diseñado por ENACE (Empresa Nuclear Argentina de Centrales Eléctricas). Otras actividades sobre el ciclo de combustible también fueron exploradas en ese momento.
En octubre de 1990, las empresas turcas Sezai Turkes-Fevzi Akkaya y TEK formaron un acuerdo conjunto de ingeniería con la Comisión Nacional de Energía Atómica y Investigaciones Aplicadas para desarrollar dos reactores CAREM-25, uno en cada país, Cuya construcción comenzará en 1991 en la Argentina y en 1992 en Turquía. El ex primer ministro turco Turgut Ozal y el presidente argentino Carlos Menem negociaron personalmente el acuerdo. Sin embargo, el acuerdo fue cancelado un año más tarde debido a la presión internacional debido a las preocupaciones de la proliferación nuclear.

## Visitas
| Invitado                                  | Anfitrión                 | Lugar de la visita            | Fecha de la visita            |
| ----------------------------------------- | ------------------------- | ----------------------------- | ----------------------------- |
| Presidente Carlos Menem                   | Presidente Turgut Özal    | Çankaya Köşkü, Ankara         | Mayo 8-11, 1992               |
| Presidente Süleyman Demirel               | Presidente Carlos Menem   | Casa Rosada, Buenos Aires     | Abril, 1995                   |
| Presidenta Cristina Fernández de Kirchner | Presidente Abdullah Gül   | Ankara y Estambul             | Enero 20–21, 2011             |
| Presidente Recep Tayyip Erdoğan           | Presidente Mauricio Macri | Costa Salguero y Buenos Aires | Noviembre y diciembre de 2018 |